# Ковтаюча акула сейшельська
Ковтаюча акула сейшельська (Centrophorus seychellorum) — акула з роду Ковтаюча акула родини Ковтаючі акули. Інша назва «сейшельська короткошипа акула». Ще не достатньо досліджена.

## Опис
Стосовно максимальних розмірів цієї акули немає точних відомостей. Голотип для опису служить самиця завдовжки 65,2 см. Другий екземпляр (паратип) виявився самцем завдовжки 79,7 см. Голова подовжена, загострена. Очі великі, овально-горизонтальної форми. Морда довга, становить 12,2% довжина тіла. Тулуб щільне, помірно струнке. Від кінчика морди до основи переднього спинного плавця складає 34% довжини тіла. Передній плавець високий — 7% довжини тіла. Основа заднього спинного плавця відносно довге — 9,8% довжини тіла.
Забарвлення спини сірого кольору. Кінчики та задні крайки спинних плавців мають чорне забарвлення. Очі зеленуватого кольору.

## Спосіб життя
Тримається на глибині 1000 м. Здійснює добові міграції. Активний хижак. Живиться невеликими костистими рибами, головоногими молюсками та ракоподібними.
Це яйцеживородна акула.

## Розповсюдження
Мешкає біля Сейшельських островів, переважно виловлювалося біля о. Альфонс.